# Arhidieceza de Bamberg
Arhidieceza romano-catolică de Bamberg (în latină Archidioecesis Bambergensis) este una din cele șapte arhiepiscopii mitropolitane ale Bisericii Romano-Catolice din Germania, cu sediul în orașul Bamberg. În prezent are trei episcopii sufragane: Dieceza de Speyer, Dieceza de Würzburg și Dieceza de Eichstätt.

## Istoric
Episcopia a fost fondată în anul 1007 de regele Henric al II-lea, în urma unui sinod ținut la Frankfurt. Motivul acestei  întemeieri a fost faptul că zona orașului Bamberg era încă în majoritate păgână, iar prezența unei episcopii în zonă urma să faciliteze răspândirea credinței creștine. 
Unul din primii episcopi de Bamberg a fost Otto de Bamberg, care a activat și ca misionar în Pomerania.
În timpul Reformei Protestante episcopia a avut de suferit, iar în timpul Războiului de Treizeci de Ani (1618-1648) catedrala și palatul episcopal au fost jefuite. După Pacea Westfalică din anul 1648 episcopia și-a redobândit o parte din proprietăți. 
În anul 1817 a fost ridicată la rangul de arhiepiscopie și a primit câteva foste teritorii din Dieceza de Würzburg, între care Mănăstirea Ebrach.